# Kaname Akamatsu
Pour les articles homonymes, voir Akamatsu (homonymie).
 (novembre 2017).
Si vous disposez d'ouvrages ou d'articles de référence ou si vous connaissez des sites web de qualité traitant du thème abordé ici, merci de compléter l'article en donnant les références utiles à sa vérifiabilité et en les liant à la section « Notes et références ».
Kaname Akamatsu est un économiste japonais, né au Japon en 1896 et mort en 1974.
Il a développé la théorie du « vol d'oies sauvages » dans les années 1930 pour illustrer le processus de développement industriel entre un pays émergent et des pays plus avancés.